# Giovanni Giolitti
Giovanni Giolitti (Mondovì, 27. lipnja 1842. — Cavour, Pijemont, 17. srpnja 1928.) bio je talijanski državnik. Između 1892. i 1921. godine pet puta je bio premijer Kraljevine Italije. U početku je podržavao fašiste Benita Mussolinija, no uvidjevši da je režim zasnovan na represiji, povukao je podršku. U parlamentu je ostao sve do svoje smrti 1928. godine.